# 狼殿下
《狼殿下》（英語：The Wolf），2020年中国大陆五代十国古装电视剧，陳玉珊任總製作人和總導演，王為任導演，主要演員有王大陆、李沁、辛芷蕾、肖戰、郭書瑤、林佑威。
本劇是原創的故事，講述奎州城郡主摘星與生長於狼群中的少年相識，錯別八年後再次相遇，少年已成為狠厲的渤王，兩人需在權謀中為了愛而力戰天命。原預2018年播出，延遲於2020年11月19日在愛奇藝、騰訊視頻和優酷首播。

## 播出时间
| 频道                   | 所在地   | 播映日期                      | 播映时间         | 备注                                                      |
| ---------------------- | -------- | ----------------------------- | ---------------- | --------------------------------------------------------- |
| 愛奇藝、騰訊視頻、優酷 | 中国大陆 | 2020年11月19日－2021年1月14日 |                  | 2020年11月19日平台會員看全集                              |
| Astro双星、Astro双星HD | 马来西亚 | 2020年11月30日－2021年1月17日 | 22:00－23:00播出 | Astro付费用户可随时通过Astro Go、Astro On Demand VOD 观看 |
| myTV SUPER C-Club      | 香港     | 2021年1月29日－               |                  |                                                           |

## 劇情簡介
奎州城主馬瑛之女摘星，結識了自小生長於山林間的少年。不諳世事的少年為救幼狼遭到追殺，失足墜崖，被楚馗收為義子，封為渤王。八年後，渤王偶遇摘星，他喜歡摘星的聰慧與勇敢；摘星也發現，出身草根的渤王雖然身居高位，卻依然保有著天性中的善良和正義感。在摘星的支持下，渤王反對苛政、扶助百姓、匡扶正義、阻止兄弟相爭。在歷經重重的磨難和考驗之後，兩人終於有了屬於自己的幸福。

## 演员列表

### 主要演员
| 演員   | 角色        | 介紹 | 配音演员 |
| 王大陆 | 楚有炆      | 原型：朱友文 炀国奎州城外荒野狼仔→炀国渤王 狼養大的孩子，是摘星童年時最好的朋友，為救自己的狼同伴捲入一樁殺人案，被追捕時墜落懸崖，楚馗欣賞狼仔的野性收他為義子但救回狼仔的藥對狼仔有不良影響。 長大後的渤王聽從楚馗的安排將摘星留在身邊作為控制馬家軍的工具，知道當年摘星為救狼仔被打斷腿後對摘星態度轉變。摘星發現渤王就是狼仔後當渤王的面跳崖逼他相救，兩人終於回到過去的時光。當摘星知道馬府滅門實為楚馗命令後不多做解釋，讓摘星認為自己就是殺父仇人，以此逼她堅強，逼她成長，希望有一天摘星能殺了自己好讓摘星從仇恨的痛苦裡解放。最後抱著死去的馬摘星離開煬國，回到狼狩山，殉情選擇隨摘星一同死去。 | 吴韬     |
| 李沁   | 屏芫公主    | 原型：平原公主 前朝公主 曾幫助過在前朝當質子的契丹大王，馬摘星的親母。 | 谷金     |
| 李沁   | 馬摘星      | 炀国奎州城郡主→渤王妃→前朝皇女→溍国川王妃 前朝屏芫公主之女、炀国馬瑛之養女。聰慧、勇敢。是渤王的星儿。在前朝滅亡時被馬瑛救走成為其養女。小时候在山中遇见了还是狼仔的渤王，在其坠崖后以为他死了，长大后再遇，狼仔已是炀国渤王。在父亲死于炀国之手后，一心想找渤王报仇可心里还是放不下他。后嫁给了疾冲(李炬峣)，虽婚后生活甜蜜，并明白疾冲才是那个一直守护她的人，但她还是忘不掉渤王。于是疾冲再次放手让她回到心爱之人身边。最後為救楚有貞，而被楚有圭殺害，死在渤王懷中。 | 谷金     |
| 辛芷蕾 | 遥姬        | 煬國暗杀部队“夜煞”之一 渤王的青梅竹馬，敢愛敢恨；善於用毒。喜歡渤王但卻口是心非，選擇默默守護他。出場：第20集 | 朱婧     |
| 肖战   | 疾冲/李炬峣 | 原型：李繼嶢 賞金獵人→溍國川王 溍國川王，為人桀驁不馴、有情有義、足智多謀、武功高強。幾年前拋棄了川王身份做起了賞金獵人，綁架寶娜的任務中認識摘星，欣賞她的智慧，盼能守護在她身邊，當發現渤王就是狼仔時選擇離開。得知馬府遇害真相後帶摘星回溍國，為助摘星復仇恢復世子身份。柏欀之戰後渤王救走摘星，在尋找摘星時知道了渤王對摘星的真實情感，同時接受渤王的託付對摘星隱瞞，但最終不想自己成為困住摘星的籠子而告知摘星所有真相。在煬王暴政被推翻後與寶娜浪跡天涯。出場：第11集 | 凌飞     |
| 郭书瑶 | 耶律寶娜    | 契丹公主 起初刁蛮任性并喜欢着渤王，还嫉妒摘星霸占了渤王的心。被摘星捨身檔箭後慢慢成熟了起来。在疾冲放手让摘星回到渤王身边时，佩服疾冲也心疼他。最后和疾冲一起浪迹天涯。 | 施燕燕   |
| 林佑威 | 楚有圭      | 原型：朱友珪 炀国二皇子→炀国允王 楚馗的第二個兒子。丞相的女婿。 | 王聪     |

### 其他演员
| 演員     | 角色   | 介紹                                                                                            | 配音演员 |
| 曹駿     | 少獵人 |                                                                                                 |          |
| 石凉     | 李存勗 | 溍王 溍国之主、疾冲之父。建立後唐，其後攻滅煬國，定都洛陽，即位，成為後唐開國皇帝唐莊宗。       |          |
| 王加一   | 楚有禎 | 原型：朱友貞 炀国勋王 楚馗的第四個兒子；煬國第二個皇帝，也是末代皇帝。                          |          |
| 臧洪娜   | 马婧   | 馬家將門之後。与马摘星要好。                                                                    | 魏小硕   |
| 马东辰   | 莫霄   | 渤王護衛、煬國暗殺部隊“夜煞”之首                                                                |          |
| 张鑫     | 文衍   | 渤王護衛、煬國暗殺部隊“夜煞”之一 因保護楚有炆而自斷筋脈                                         | 赵岩涛   |
| 赵崔玮   | 海蝶   | 煬國暗殺部隊“夜煞”之一                                                                          |          |
| 白希     | 子神   |                                                                                                 |          |
| 宫正楠   | 李炬祺 | 溍王的長子 李炬峣(疾冲)兄长。                                                                   | 杜炎喆   |
| 黄杨钿甜 | 红儿   | 萬安酒樓方掌櫃之女                                                                              |          |
| 王宫良   | 顧清平 | 通州少主，表面上溫文儒雅，實則是想帶馬摘星投降溍王 在想對馬摘星圖謀不軌時，渤王趕到將馬摘星救出 |          |

### 特别出演
| 演員   | 角色 | 介紹 | 配音演员 |
| 丁勇岱 | 楚馗 | 原型：朱温 煬王 炀国之主。善戰、擅權謀、心狠。渤王义父。為謀奪馬家軍將士的誓死效忠，特意設計殺害了馬家族人，只存留馬家郡主之命來牽制馬家軍將士們之忠心。 | 齐杰     |

## 製作
2015年7月，廣電總局備案。

### 劇本
《狼殿下》是原創故事，以五代十國為歷史背景，整個劇本寫了2年半，於2017年6月4日完成最後一集劇本。

### 選角
陳玉珊導演表示：“王大陸那種男性荷爾蒙感覺，皮膚黑黑、很健康的男生就特別像劇中的狼仔。肖戰是近期在綜藝節目裡看到他的表現特別好，我們想把他改造成不那麼只走顏值的演員。李沁這一次的挑戰是一個女生的成長史，我特別相信她有這個能力，成為一個戰神般的女孩子。”

### 拍攝
2017年4月9日，《狼殿下》在雲南香格里拉市的普達措國家公園開機拍攝，主演李沁、肖戰、郭書瑤、臧洪娜等人，共同參加了開機儀式。拍攝地點從雲南香格里拉市到浙江象山影視城，歷經五個多月，共163天。
2017年9月19日，殺青。

## 轶事
- 此剧是李沁、肖战及辛芷蕾继《庆余年》后再度合作。（實際拍攝時點早於慶餘年拍攝時期。）